# تایلر (کنتاکی)
تایلر، کنتاکی (به انگلیسی: Tyler, Kentucky) یک منطقهٔ مسکونی در ایالات متحده آمریکا است که در شهرستان فولتن واقع شده‌است.

## خصوصیات
تایلر ۸۸٫۰۹ متر بالاتر از سطح دریا واقع شده‌است.